# Arnold Gartmann
Arnold Gartmann –conocido como Noldi Gartmann– (Sankt Moritz, 20 de noviembre de 1904-Sankt Moritz, 4 de junio de 1980) fue un deportista suizo que compitió en bobsleigh en la modalidad cuádruple.
Participó en los Juegos Olímpicos de Garmisch-Partenkirchen 1936, obteniendo una medalla de oro en la prueba cuádruple. Ganó una medalla de plata en el Campeonato Mundial de Bobsleigh de 1935.

## Palmarés internacional
| Juegos Olímpicos   | Juegos Olímpicos                  | Juegos Olímpicos | Juegos Olímpicos |
| Año                | Lugar                             | Medalla          | Prueba           |
| ------------------ | --------------------------------- | ---------------- | ---------------- |
| 1936               | Garmisch-Partenkirchen (Alemania) | Medalla de oro   | Cuádruple        |
| Campeonato Mundial |                                   |                  |                  |
| Año                | Lugar                             | Medalla          | Prueba           |
| 1935               | Sankt Moritz (Suiza)              | Medalla de plata | Cuádruple        |